# Municipio de Eppards Point
El municipio de Eppards Point (en inglés: Eppards Point Township) es un municipio ubicado en el condado de Livingston en el estado estadounidense de Illinois. En el año 2010 tenía una población de 427 habitantes y una densidad poblacional de 4,52 personas por km².

## Geografía
El municipio de Eppards Point se encuentra ubicado en las coordenadas 40°48′25″N 88°39′1″O / 40.80694, -88.65028. Según la Oficina del Censo de los Estados Unidos, el municipio tiene una superficie total de 94.49 km², de la cual 93,61 km² corresponden a tierra firme y (0,92 %) 0,87 km² es agua.

## Demografía
Según el censo de 2010, había 427 personas residiendo en el municipio de Eppards Point. La densidad de población era de 4,52 hab./km². De los 427 habitantes, el municipio de Eppards Point estaba compuesto por el 95,08 % blancos, el 0,47 % eran afroamericanos, el 0,47 % eran asiáticos, el 1,64 % eran de otras razas y el 2,34 % eran de una mezcla de razas. Del total de la población el 3,51 % eran hispanos o latinos de cualquier raza.